# Zákon o pomoci v hmotné nouzi
Zákon o pomoci v hmotné nouzi (zákon č. 111/2006  Sb.) je zákon, který v České republice od 1. ledna 2007 upravuje poskytování pomoci k zajištění základních životních podmínek fyzickým osobám, které se nacházejí v hmotné nouzi, prostřednictvím dávek pomoci v hmotné nouzi. Jeho prováděcími předpisy jsou vyhlášky 389/2011 Sb. a 504/2006 Sb., kterými se provádějí některá ustanovení zákona. Poslední novelizací zákona je zákon č. 309/2018 Sb.
Návrh zákona byl rozeslán poslancům dne 28. července 2005. Návrh byl v PSP schválen 21. prosince. Prezident zákon podepsal, rozhodnutí bylo doručeno do Sněmovny dne 27. března 2006.